# Suarius nanus
Suarius nanus är en insektsart som först beskrevs av Mclachlan 1893.  Suarius nanus ingår i släktet Suarius och familjen guldögonsländor. Inga underarter finns listade i Catalogue of Life.